# 中山路 (哈尔滨)
中山路是黑龙江哈尔滨市区的一条马路，横跨南岗区和香坊区。道路地势东南高西北低，地势最低点位于中山桥。

## 历史
1898年，俄罗斯统治的中东铁路工程局为尽快沟通香坊与南岗的交通，拓筑了此路，俄文称“老哈尔滨公路”，中国人习称通道大街。1921年4月5日，哈尔滨市公议会推举中东铁路第一任局长霍尔瓦特为哈尔滨“荣誉公民”，此路遂被命名为霍尔瓦特大街。1925年改为陆军街。1931年日军占领东北后以日本陆军大将土肥原贤二的名字改为“土肥园路”。1946年5月28日，哈尔滨人民政府成立后再改为中山路，以纪念孙中山先生。

## 沿线设施
(由西北至东南)
- 中山桥
- 沃尔玛中山分店
- 哈尔滨市工人文化宫
- 哈尔滨银行中山支行
- 和平村宾馆
- 中国联通哈尔滨分公司
- 黑龙江工程学院
- 黑龙江省民政厅
- 黑龙江省人民政府
- 黑龙江省公安厅
- 中国人民政治协商会议黑龙江省委员会
- 哈尔滨天鹅饭店
- 黑龙江省医院中山路分院
- 农垦贸易大厦